# Richard Fitz-Simon

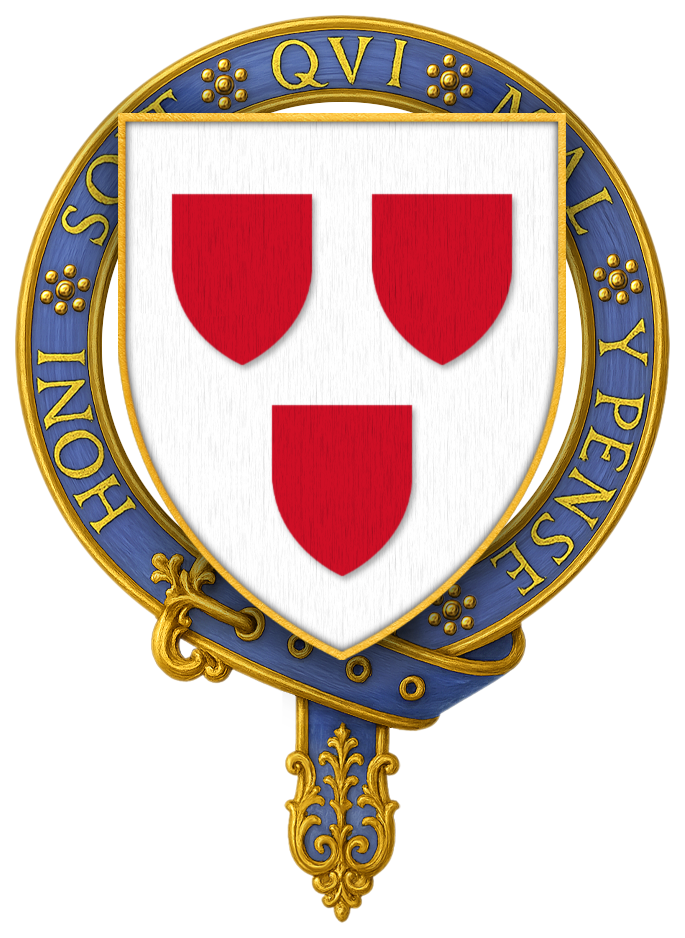
Wappen des Sir Richard Fitz-Simon als Ritter des Hosenbandordens

Sir Richard Fitz-Simon of Simons Hide (* um 1295; † um 1349) war ein englischer Ritter.
Er war Gutsherr von Simons Hide in Hertfordshire, Pensthorpe, Bawsey und Glosthorpe in Norfolk und Letheringham in Suffolk.
1334 nahm er an einem Turnier in Dunstable teil. Im Hundertjährigen Krieg diente er in Flandern, nahm 1344 an einer diplomatischen Mission nach Kastilien teil und diente 1345 bis 1346 unter Henry of Grosmont in Aquitanien.
In der Schlacht bei Crécy 1346 zeichnete er sich als Bannerträger des englischen Kronprinzen Edward of Woodstock besonders aus. Am 23. April 1348 nahm ihn König Eduard III. als Gründungsmitglied in den Hosenbandorden auf.
Spätestens 1345 hatte er Ada Botetourt, die Witwe des Sir John de Saint Philibert und Tochter des John Botetourt, 1. Baron Botetourt geheiratet. Die Ehe blieb kinderlos.